# 米申克里克鎮區 (堪薩斯州沃邦西縣)
米申克里克鎮區（英語：Mission Creek Township）是位於美國堪薩斯州沃邦西縣的一個行政鎮區。

## 地方資料
米申克里克鎮區的面積為208.09平方千米，當中陸地面積為207.35平方千米，而水域面積為0.74平方千米。根據2010年美國人口普查的數據，當地共有人口496人，而人口密度為每平方千米2.38人。

## 外部連結
- US-Counties.com
- City-Data.com （页面存档备份，存于）